# Ernie Ladd
Ernest Ladd, meist Ernie Ladd genannt, (* 28. November 1938 in Rayville, Louisiana; † 10. März 2007 in Franklin, Louisiana) war ein US-amerikanischer American-Football-Spieler und Wrestler.

## Karriere

### American Football
Ladd absolvierte das Grambling College (seit 1974 Gramling State University), wo er bereits College Football spielte, und wurde bei der Entry Draft 1961 als fünfzehnter Spieler vom AFL-Team San Diego Chargers ausgewählt. Ladd, dessen Position die des Defensive Tackles war, spielte fünf Saisons für die Chargers, wo er zusammen mit Ron Nery, Bill Hudson und Earl Faison Mitglied der als „Fearsome Foursome“ bezeichneten Abwehrreihe war. Mit Ladd standen die Chargers zweimal im Endspiel der AFL und gewannen 1963 den Titel. Die Saisons 1966 und 1967 spielte Ladd für das AFL-Team Houston Oilers, bevor er zu den Kansas City Chiefs wechselte, bei denen er 1968 seine Karriere beendete. Ladd, dessen Beweglichkeit trotz seines Körperbaus (143 kg bei 2,06 m) ihm den Spitznamen „The Big Cat“ einbrachte, stand zwischen 1962 und 1965 ununterbrochen im All-Star-Team der AFL.

### Wrestling
Ladd begann 1961 mit dem Wrestling, zunächst außerhalb der American-Football-Saison. Er trat zunächst in lokalen Wrestlingpromotionen in der Umgebung von Los Angeles an. Ladd, einer der ersten Afroamerikaner, die im Wrestling die Rolle des schurkischen Heels übernahmen, entwickelte sich schnell zum Publikumsmagneten. Eine von Ladds Methoden, den Heel darzustellen, bestand darin, bei einer drohenden Niederlage den Ring und die Halle zu verlassen, um absichtlich durch Auszählen zu verlieren. Da Wrestlingtitel gewöhnlich nur durch Pinfall wechseln konnten, „betrog“ Ladd das Publikum so darum, einem neuen Face-Titelträger zujubeln zu können. Ladd benutzte auch einen wegen einer Footballverletzung fest getapten Daumen für Cheap-Shots.
1968, nach Abschluss seiner illustren Footballkarriere, debütierte Ladd in der World Wide Wrestling Federation, einer Vorgängerin der heutigen World Wrestling Entertainment, wo er bis 1980 blieb. Ladd bestritt zahlreiche Matches gegen die Titelträger der Liga wie Bruno Sammartino, Pedro Morales oder Bob Backlund und fehdete intensiv mit André René Roussimoff, der unter dem Ringnamen „Andre the Giant“ antrat und einer der wenigen Wrestler war, der „Big Cat“ Ernie Ladd an Körpergröße und Gewicht übertraf.
Ab 1980 trat Ladd vorwiegend für Mid-South Wrestling Association, eine Territorial-Promotion der National Wrestling Alliance an, wo er bis 1986 aktiv blieb und noch einige Wrestlingtitel holte. Insgesamt gewann Ladd im Laufe seiner Karriere achtundzwanzig Wrestling-Titel als Einzel- oder Tag Team-Wrestler. Die beiden großen Wrestlingpromotionen World Championship Wrestling und World Wrestling Federation, die in den 1990ern um die Gunst der Fans und Einschaltquoten konkurrierten, nahmen Ladd in ihre Ligen-Halls of Fame auf, die WCW 1994, die WWF ein Jahr später.

## Nach dem Wrestling
Ladd, der 45 Jahre verheiratet war und vier Kinder hatte, betrieb nach dem Ende seiner Karriere ein Restaurant in New Orleans, das am 29. August 2005 vom Hurrikan Katrina zerstört wurde. Ladd, der seit 2004 an Darmkrebs litt, starb am 10. März 2007.